# دار الخليج للصحافة والطباعة والنشر
مؤسسة دار الخليج للصحافة والطباعة والنشر هي مؤسسة إعلامية إماراتية تأسست على يد الشقيقين الراحلين تريم عمران تريم وعبد الله عمران تريم عام 1970 
حيث صدر عنها في حينه جريدة الخليج ومجلة «الشروق»، وقد توقف نشاطها عن العمل عام 1972 بفعل التطورات السياسية المتلاحقة والتي أسفرت عن قيام اتحاد دولة الإمارات العربية المتحدة بعد مفاوضات  شارك فيها الشقيقين تريم وعبدالله، كما شاركا في تأسيس وبناء دولة الاتحاد من خلال عملهما في المؤسسات والوزارات الاتحادية. وقد استأنفت المؤسسة نشاطها عام 1980 حين تفرغ لقيادتها على التوالي من خلال مجلس إدارتها الذي تولاه أولا الراحل تريم عمران تريم، ثم الراحل الدكتور عبد الله عمران تريم.

## الإصدارات الصحفية
يصدر عن مؤسسة دار الخليج للصحافة والطباعة والنشر حاليا ست مطبوعات يومية وأسبوعية وشهرية هي:

### الخليج
جريدة يومية سياسية شاملة باللغة العربية: أنشئت عام 1970 بهدف الدفاع عن كل القضايا الوطنية وقضية الوحدة العربية انطلاقا من فكرة القومية العربية، ومناصرة الحق في كل مكان، ويصدر معها 8 ملاحق أسبوعية وشهرية هي:
الخليج الاقتصادي، الخليج الرياضي، الصحة والطب، الخليج الثقافي، شباب الخليج، الأسبوع السياسي، الدين للحياة، استراحة الجمعة، النشرة العربية من "لوموند ديبلوماتيك نسخة محفوظة 24 يوليو 2008 على موقع واي باك مشين.".

### «جلف تودي» (Gulf Today)
جريدة يومية سياسية شاملة باللغة الإنجليزية، صدرت بتاريخ 6 أبريل 1996، ويصدر عنها ملحق اقتصادي يومي وملحقين أسبوعيين هما Time Out (كل يوم خميس) والثاني Panorama (كل يوم جمعة). وتتوزع صفحات «جلف توداي» على المحليات، الشرق الأوسط، الأمريكتين، المملكة المتحدة، الرأي، آسيا، الهند، باكستان، الرياضة.

### الشروق
مجلة أسبوعية سياسية، صدرت أولا في يونيو عام 1970 واستمرت حتى مايو 1971 (كانت شهرية). ثم عاودت الصدور في 9/4/1992.

تعطي المجلة الشؤون السياسية الاهتمام الأكبر، والعدد الأكبر من صفحاتها لكنها لا تغفل القضايا الاقتصادية والثقافية والفنية فضلا عن المنوعات، والرياضة. وتقوم المجلة بعمل ملفات عن موضوعات مختلفة، وتتضمن ثلاثة أعمدة، كما أن صفحتها الأخيرة تأتى تحت عنوان استراحة وتتضمن لقاء مع إحدى الشخصيات العربية البارزة. ومؤخرا تمت إضافة باب شهري ثابت في المجلة عبارة عن ندوة يدعى إليها مختصين في مجال معين من المجالات التي تهتم بها المجلة.

### كل الأسرة
مجلة اجتماعية أسبوعية، صدرت بتاريخ 20 أكتوبر 1993، يصل عدد صفحاتها إلى حوالي 200 صفحة تتوزع ما بين القضايا الأسرية والمنوعات، والثقافة، والشباب، والفنون، وصحة الأسرة، فضلا عن الموضوعات الخاصة بالمرأة، بالإضافة إلى كتابات لعدد من الكتاب اللامعين.

### الاقتصادي
مجلة اقتصادية شهرية: صدرت في 2 فبراير 1996، يصل عدد صفحاتها إلى حوالي 100 صفحة تتناول الاقتصاد المحلي والعربي والعالمي، وتنشر بعض الدراسات الاقتصادية.

### الأذكياء
مجلة شهرية - للأطفال: صدرت بتاريخ 9 أبريل 1996. يغلب على صفحتها القصص المصحوبة برسوم، وتنشر بعض الأناشيد التي تتناسب مع الأطفال.

## مركز الخليج للدراسات
تأسس مركز الخليج للدراسات في إطار مؤسسة دار الخليج للصحافة والطباعة والنشر والنشر منتصف عام 1980 
، بعد إعادة إصدار جريدة الخليج في أبريل من العام نفسه. وتطور المركز من قسم صغير للدراسات إلى وحدة متخصصة عام 1999، وفي العام 2004 جرى تطوير الوحدة إلى مركز للدراسات، يعنى بإصدار الكتب والبحوث والتقارير ،
في حين ينظم الندوات العلمية والثقافية الفكرية المتخصصة.

يتولى مركز الخليج للدراسات تنظيم الندوات والمؤتمرات المتخصصة، وإصدار الكتب. ومن إصداراته التقرير الاستراتيجي الخليجي، والتقريرالاقتصادي الخليجي. كما يقوم بعقد مؤتمر سنوي في ذكرى وفاة مؤسسة الراحل تريم عمران في شهر مايو من كل عام، يناقش قضية من القضايا المهمة، يدعى له العشرات من المختصين وكبار الكتاب والصحفيين في العالم العربي.

كان موضوع المؤتمر في عام 2005«الهوية العربية في عالم متغير». بينما كان الموضوع في عام 2006 «الإصلاح والتحول الديمقراطي في الوطن العربي»، وفي عام 2007 كان الموضوع «استعادة الوعي العربي»، وموضوع العام 2008 «العرب في بيئة دولية متغيرة».

كما ينظم المركز ندوات مصغرة على مدار العام، تنشر في جريدة الخليج

## مؤسسة تريم عمران للأعمال الثقافية والإنسانية
أنشأت مؤسسة دار الخليج للصحافة والطباعة والنشر مؤسسة تريم عمران للأعمال الثقافية والإنسانية لتحقيق رسالة تريم عمران تريم، يتبعها "جائزة تريم عمران الصحفية"، و"مركز تريم عمران للتدريب الصحفي والإعلامي.

### جائزة تريم عمران الصحفية
تنظم الجائزة مؤسسة تريم عمران للأعمال الثقافية والإنسانية منذ عام 2003، وهي تهدف إلى تشجيع وتكريم الكتاب والصحفيين العاملين في الصحافة المحلية من أجل النهوض بالعمل الصحفي. ويتم الترشيح للجائزة من خلال المؤسسات الصحفية، ويمكن لمن تتوفر فيه الشروط أن يتقدم مباشرة، ويمكن للأمانة العامة لمؤسسة تريم عمران للأعمال الثقافية والإنسانية أن ترشح من تتوافر فيه عناصر الجدارة لنيل الجائزة. وتتولى لجنة تحكيم من أساتذة الإعلام وكبار الصحفيين تقييم الأعمال المقدمة للجائزة بفروعها الست. وهذه الفروع هي: التحقيق الصحفي، والمقال الصحفي، والعامود الصحفي، والحوار الصحفي، والمقال الصحفي، والكاريكاتير الصحفي.
وقد بلغ عدد المتقدمين لنيل الجائزة في الدورة الأولى 92، وفي الدورة الثانية 120، وفي الدورة الثالثة 116. وفي الدورة الرابعة بلغ العدد 117، وفي الدورة الخامسة 105.

### مركز تريم عمران للتدريب والتطوير الإعلامي
في عام 2005 أنشأت مؤسسة تريم عمران للأعمال الثقافية والإنسانية مركز تريم عمران للتدريب والتطوير الإعلامي والذي يعكف على تنظيم الدورات التدريبية للعاملين في الحقل الإعلامي. بحيث يتم تقديم كل ما هو جديد في المجالات الصحفية المختلفة، تحريرية كانت أو فنية. ومن بين موضوعات الدورات التي ينظمها: المقابلات الصحفية، التحرير الإخباري، الحملات الإعلامية، أخلاقيات العمل الصحفي، الترجمة الإعلامية، مهارات باللغة الإنجليزية للصحفيين، التصوير الصحفي، العلاقات العامة للإعلاميين، الوسائط المتعددة للإعلاميين، الصحافة المتخصصة، الرسوم المعلوماتية في الصحف، تقنيات استخدام الشبكة للصحفيين، تقنيات الفوتوشوب، أخلاقيات العمل الصحفي، البحث العلمي للصحفيين، التحقيق الصحفي، الإدارة الإعلامية للأزمات، التعامل مع المصادر الإعلامية.

بدأ المركز نشاطه في شهر فبراير 2005. ونظم في موسمه التدريبي الأول الذي استمر حتى شهر يونيو 2005 تسع دورات تدريبية. وفي الموسم الثاني نوفمبر 2005 ـ مايو 2006 نظم 12 دورة. وفي الموسم الثالث نوفمبر 2006 ـ مايو 2007 نظم 13 دورة. في الموسم التدريبي الرابع، الذي بدأ في 3 نوفمبر 2007، واستمر حتى أوائل مايو 2008، تم تنظيم 13 دورة، منها 8 دورات لم يسبق تنظيمها من قبل. أي أن مجموع دورات المركز قد بلغ 47 دورة مدة كل منها أسبوع.

## مركز المعلومات
يعتبر مركز المعلومات في مؤسسة دار الخليج للصحافة والطباعة والنشر بمثابة البنك الذي الرافد المعلوماتي المباشر للإدارات والأقسام المسؤولة عن إصدارات ومطبوعات الدار بالمعلومات، وهو أحد أقدم بنوك المعلومات على مستوى دولة الإمارات العربية المتحدة، حيث ارتبط تأسيسه بتاريخ إطلاق الجريدة في سنواتها الأولى. ومنذ إنشائه يجري العمل المستمر على تطوير المركز، ليواكب أحدث الأنظمة المعمول بها في مجال الأرشفة والتصنيف الإلكتروني، وتشمل أقسام مركز المعلومات كل من قطاع الصور، قطاع المعلومات، مكتبة المراجع والكتب.

## وصلات داخلية
- صفحة جريدة الخليج
- صفحة مجلة الشروق
- صفحة مجلة كل الأسرة

## وصلات خارجية
- موقع جريدة الخليج على الاتنرنت
- موقع جريدة Gulf Today على الإنترنت